# Philip Davou Dung
Philip Davou Dung (ur. 19 sierpnia 1958 w Kuru Station) – nigeryjski duchowny katolicki, biskup Shendam od 2017.

## Życiorys
Święcenia kapłańskie otrzymał 24 listopada 1984 i został inkardynowany do archidiecezji Jos. Pracował przede wszystkim jako duszpasterz parafialny, był także m.in. dyrektorem kurialnego wydziału ds. powołań, dziekanem w archidiecezjalnym seminarium oraz ekonomem archidiecezji.
5 listopada 2016 papież Franciszek mianował go ordynariuszem diecezji Shendam. Sakrę biskupią otrzymał 11 stycznia 2017 z rąk arcybiskupa Jos, Ignatiusa Kaigamy. W tym samym dniu objął kanonicznie diecezję.